# Ningbo
Ningbo (fil), tidigare stavat Ningpo, är en hamnstad på subprovinsiell nivå i Zhejiang-provinsen, östra Kina. Den ligger omkring 140 kilometer öster om provinshuvudstaden Hangzhou.
Med sina 669 757 invånare i centrala Ningbo år 2000 är det provinsens näst största centralort, och hela den subprovinsiella staden hade totalt 6 miljoner invånare samma år.

## Näringsliv
Ningbo är en viktig handelsstad och var länge känt för sin produktion av traditionella kinesiska möbler. Ningbo-Zhoushans hamn rankades 2009 som världens näst största räknat i hanterade metriska ton, och den åttonde största räknat i kontainerhantering.

## Militär betydelse
I Ningbo är en viktig flottbas och där den Folkets befrielsearmés östsjöflotta förlagd, som patrullerar Östkinesiska havet.

## Historia
Staden grundlades 713 och portugisiska världsomseglare kom dit omkring 1520.
Ningbo fick sitt namn 1381 av den förste Ming-kejsaren Zhu Yuanzhang och namnet betyder "fridfulla vågor", vilket uttryckte en förhoppning att strategiskt belägna staden skulle fredas från främmande angrepp från havet. Just stadens strategiska läge har gjort att staden haft en utsatt ställning i krigstid. Under det Första opiumkriget lyckades britterna att inta Ningbos befästningar efter att ha stormat befästningsstaden Zhenhai den 10 oktober 1841. Ningbo blev en av de fem fördragshamnar som öppnades för utländsk handel enligt den kinesisk-brittiska Freden i Nanking 1842. Ningbos "gamla bund", där kolonial arkitektur bevarats, finns fortfarande att beskåda i Jiangbei-distriktet.
Under Taipingupproret höll rebellerna staden i sex månader 1864. Under det andra kinesisk-japanska kriget 1937–1945 bombade Japan staden med pestsmittade loppor.
Ningbo är också känt som nationalistledaren och den kinesiske presidentens Chiang Kai-sheks hemtrakt.

## Administrativ indelning

Administrativ indelning av Ningbo.

Ningbos subprovinsiella stad har en yta som är något mindre än Östergötland. Den egentliga staden Ningbo består av sex stadsdistrikt, medan resten av storstadsområdet indelas i tre städer på häradsnivå samt två härad:
- Stadsdistriktet Hǎishǔ (海曙区/海曙區), 29 km², cirka 301 000 invånare (2005);
- Stadsdistriktet Jiāngdōng (江东区/江東區), 38 km², cirka 252 000 invånare (2005);
- Stadsdistriktet Jiāngběi (江北区/江北區), 209 km², cirka 491 000 invånare (2004);
- Stadsdistriktet Běilún (北仑区/北侖區), 585 km², cirka 350 000 invånare (2005);
- Stadsdistriktet Zhènhǎi (镇海区/鎮海區), 218 km², cirka 225 000 invånare (2005);
- Stadsdistriktet Yínzhōu (鄞州区/鄞州區), 1 481 km², cirka 777 000 invånare (2005);
- Häradet Nínghǎi (宁海县/寧海縣), 1 880 km², cirka 580 000 invånare (2003);
- Häradet Xiàngshān (象山县/象山縣), 1 172 km², cirka 530 000 invånare (2003);
- Staden Cíxī (慈溪市/慈溪市), 1 154 km², cirka 1,02 miljoner invånare (2005);
- Staden Yúyáo (余姚市/餘姚市), 1 346 km², cirka 826 000 invånare (2005);
- Staden Fènghuà (奉化市/奉化市), 1 253 km², cirka 480 000 invånare.

## Klimat
Genomsnittlig årsnederbörd är 1 981 millimeter. Den regnigaste månaden är juni, med i genomsnitt 355 mm nederbörd, och den torraste är januari, med 68 mm nederbörd.